# Mictochroa parigana
Mictochroa parigana là một loài bướm đêm trong họ Noctuidae.